# Megachile fortis
Megachile fortis là một loài Hymenoptera trong họ Megachilidae. Loài này được Cresson mô tả khoa học năm 1872.

## Hình ảnh

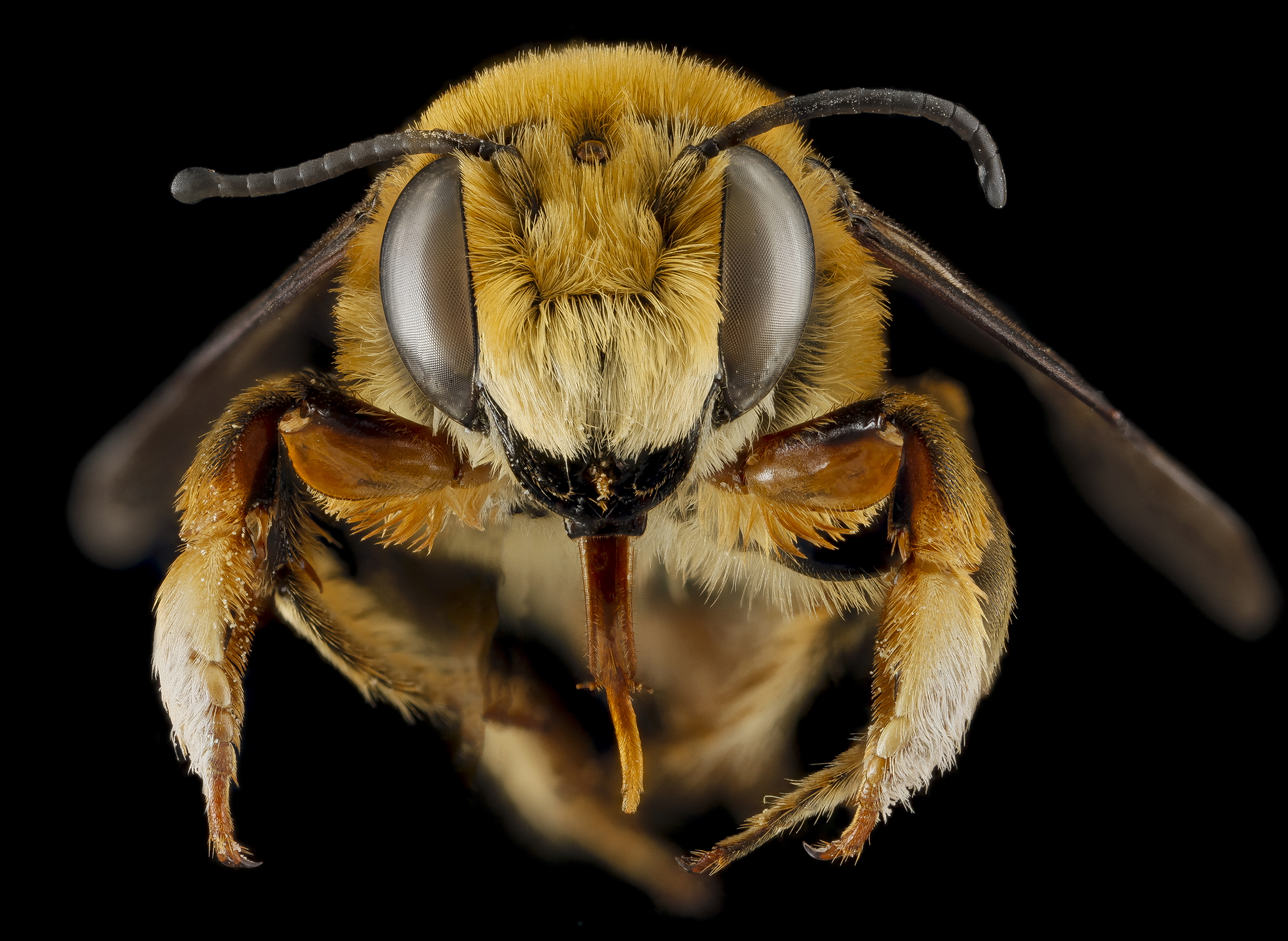